# پرچم الجزایر
پرچم الجزایر برای اولین بار در ۳ ژوئیه ۱۹۶۲ به رسمیت شناخته شد. به‌عنوان پرچم ملی و نشان غیرنظامی و نشان استان شناخته می‌شود و همچنین دارای تناسب ۲:۳ می‌باشد.